# Parafia św. Wojciecha w Uhowie
Parafia pw. św. Wojciecha w Uhowie – rzymskokatolicka parafia należąca do dekanatu Białystok-Nowe Miasto, archidiecezji białostockiej, metropolii białostockiej.

## Obszar parafii
W granicach parafii znajdują się miejscowości:

- Uhowo,
- Bojary,
- Borowskie Cibory,
- Borowskie Michały,
- Borowskie Olki,
- Borowskie Skórki,
- Borowskie Wypychy,
- Borowskie Żaki.